# Afuresou na ai, daite/Namida wo fuite
Singles de Aya Ueto
Kaze/Okuru kotoba
(2004) Usotsuki
(2004)
Afuresou na ai, daite/Namida wo fuite est le 9esingle de Aya Ueto sorti sous le label Pony Canyon le 28 juillet 2004 au Japon. Il atteint la 10e place du classement de l'Oricon. Il se vend à 18 672 exemplaires la première semaine, et reste classé pendant 8 semaines, pour un total de 33 723 exemplaires vendus.
Afuresou na Ai, Daite a été utilisé pour une campagne publicitaire pour Soh de LOTTE; Namida wo Fuite a été utilisé comme thème musical pour le film Konjiki no Gash Bell!! 101 Banme no Mamono. Afuresou na Ai, Daite et Namida wo Fuite se trouvent sur la compilation Best of Aya Ueto: Single Collection et sur l'album Re.; Afuresou na Ai, Daite se trouve aussi sur l'album remix UETOAYAMIX

## Liste des titres
| 1. | Afuresou na Ai, Daite                | Yoshiko Miura    | Tetsurō Oda | 4:55 |
| 2. | Namida wo Fuite                      | Tadashi Hirosawa | Sin         | 5:22 |
| 3. | Personal ~2004 summer~               | T2ya             | T2ya        | 5:19 |
| 4. | Afuresou na Ai, Daite ~Instrumental~ | Yoshiko Miura    | Tetsurō Oda | 4:55 |

## Interprétation à la télévision
- Pop Jam (17 juillet 2004)